# Münchweiler an der Alsenz
Münchweiler an der Alsenz è un comune di 1.220 abitanti della Renania-Palatinato, in Germania.
Appartiene al circondario del Donnersberg (targa KIB) ed è parte della comunità amministrativa (Verbandsgemeinde) di Winnweiler.